# Понка
Понка е северноамериканско индианско племе, чиито език е класифициран към групата Дегиха на Сиукското езиково семейство. Живяло по река Ниобрара в Южна Дакота и Небраска. Първоначално са част от омаха и живели в долината на река Охайо. В средата на 16 век, заедно с омаха, кау и осейджите се преместват в Големите равнини. Понка и омаха се установяват първоначално в Айова и Минесота. След като се отделят от омаха в края на 17 или началото на 18 век, понка се изместват на запад и последно се установяват около устието на река Ниобрара в Южна Дакота и Небраска. През 1877 г. племето е изселено в Индианската територия. Днес има две федерално признати племенни образувания, Племето на индианците понка в Оклахома с 2549 записани членове и Племето понка в Небраска с около 4000 записани членове.

## Население
Преди контакта с европейците племето наброява приблизително 800 души. През 1804 г. Луис и Кларк споменават, че са около 200, тъй като малко преди това са преживели тежка епидемия от едра шарка. До 1876 г. населението им нараства до 730 души. През 1998 г. са регистрирани общо 4387 понки в Оклахома и Небраска. През 2003 г. племето в Оклахома има 2549 членове.

## Култура
Били уседнали земеделци. Отглеждали царевица, боб, тикви, тютюн и овошки. Обработвали нивите си с голямо умение. След като се сдобиват с коне започват да ги развъждат и стават едно от заможните племена в Равнините. Поради това често са нападани от съседите си. Живели в постоянни села от полуземлянки. Племето е било организирано в патрилинейни кланове групирани в две части. Имало двама наследствени вождове.

## Име
Не се знае какво означава името понка. Предполага се че идва от „Ппакка“, името с което самите те се наричали.

## История
За първи път се споменават от търговците през 1785 г. След 1795 г., привлечени от европейските стоки започват често да нападат търговси кораби, пътуващи по река Мисури. Въпреки че били в постоянна вражда със съседите си те рядко нападали. Борбата им с тях имала преди всичко отбранителен характер. В началото на 19 век 2/3 от племето измира от едра шарка. Първият договор със САЩ е подписан през 1817 г. През 1825 г. подписват нов договор и разрешават на търговците да се установят в земите им.
През 1858 г. отстъпват на САЩ първото си парче земя. През 1868 г. в договора от Ларами земята им по погрешка е дадена на сиуксите. Те продължили да обработват нивите си и да отблъскват честите нападения на сиуксите, които предявили претенциите си към земите им, използвайки разрешението в договора. Молбите на вождовете до правителството да поправи тази грешка остават нечути. Вместо да разрешат проблема властите решават да включат понките в списъка с племената за изселване в Индианската територия. Насилственото преместване става през 1878 г. По време на 40 дневния поход до Индианската територия много от тях измират по пътя и повечето измират след едногодишен престоя в Индианската територия. Когато умира сина на главния вожд, Стоящата мечка, вождът заедно с 69 души негови роднини напускат тайно резервата в Индианската територия и поемат на север към Ниобрара. Когато пристигат групата е заловена и затворена във Форт Омаха. По това време командир на военното управление в Небраска е генерал Джордж Крук, който получава заповед да върне понките обратно в Индианската територия. Крук се среща със Стоящата мечка и неговите хора в караулното на форта и окаяното им състояние и молбите им го карат да погледне на тях с други очи. Генералът решава да им помогне и да спре връщането им обратно. Той се обявява в тяхна защита, наема добри адвокати и разпространява в пресата, че всеки човек има право сам да избира мястото, където да живее. Така на 18 април 1879 г. започва историческият процес за граждански права на Стоящата мечка срещу Крук. Съдът признава индианците за личности по смисъла на закона Хабеас корпус – имащи право сами да изберат мястото, където да живеят и им разрешава да останат на Ниобрара. На останалите живи 530 понки в Индианската територия не е разрешено да се присъединят към съплеменниците си в Небраска. Така племето било разделено на две – едните свободни на север, а другите затворници в Индианската територия.